# Référendum constitutionnel sud-coréen de 1969
Un référendum constitutionnel a lieu en Corée du Sud sous le régime militaire autoritaire du président Park Chung-hee, le 17 octobre 1969. Les amendements proposés à la Constitution de la république de Corée sont approuvés par 67,5 % des voix, avec un taux de participation de 77,1 %.